# العلاقات البيروية الليسوتوية
العلاقات البيروفية الليسوتوية هي العلاقات الثنائية التي تجمع بين بيرو وليسوتو.

## مقارنة بين البلدين
هذه مقارنة عامة ومرجعية للدولتين:
| وجه المقارنة                                              | بيرو                                   | ليسوتو                      |
| --------------------------------------------------------- | -------------------------------------- | --------------------------- |
| المساحة (كم2)                                             | 1.29 مليون                             | 32.96 ألف                   |
| عدد السكان (نسمة)                                         | 32.16 مليون                            | 2.23 مليون                  |
| الكثافة السكانية (ن./كم²)                                 | 24.93                                  | 67.66                       |
| العاصمة                                                   | ليما                                   | ماسيرو                      |
| اللغة الرسمية                                             | اللغة الإسبانية، اللغة الأيمرية، كتشوا | لغة إنجليزية، اللغة السوتية |
| العملة                                                    | سول بيروفي جديد                        | لوتي ليسوتو                 |
| الناتج المحلي الإجمالي (بليون دولار)                      | 211.39 مليار                           | 2.64 مليار                  |
| الناتج المحلي الإجمالي (تعادل القوة الشرائية) بليون دولار | 393.13 مليار                           | 6.30 مليار                  |
| الناتج المحلي الإجمالي الاسمي للفرد دولار أمريكي          | 6.03 ألف                               | 1.07 ألف                    |
| الناتج المحلي الإجمالي للفرد دولار أمريكي                 | 11.99 ألف                              | 2.64 ألف                    |
| مؤشر التنمية البشرية                                      | 0.740                                  | 0.497                       |
| رمز المكالمات الدولي                                      | +51                                    | +266                        |
| رمز الإنترنت                                              | .pe                                    | .ls                         |
| المنطقة الزمنية                                           | توقيت بيرو، 00                         | ت ع م+02:00                 |

## منظمات دولية مشتركة
يشترك البلدان في عضوية مجموعة من المنظمات الدولية، منها:
| علم المنظمة | اسم المنظمة                                                | تاريخ انضمام بيرو | تاريخ انضمام ليسوتو |
| ----------- | ---------------------------------------------------------- | ----------------- | ------------------- |
|             | مؤسسة التنمية الدولية                                      | 30 أغسطس 1961     | 19 سبتمبر 1968      |
|             | يونسكو                                                     | 21 نوفمبر 1946    | 29 سبتمبر 1967      |
|             | وكالة ضمان الاستثمار متعدد الأطراف                         | 2 ديسمبر 1991     | 12 أبريل 1988       |
|             | الأمم المتحدة                                              | 31 أكتوبر 1945    | 17 أكتوبر 1966      |
|             | العملية المشتركة للاتحاد الأفريقي والأمم المتحدة في دارفور | ?                 | ?                   |
|             | الاتحاد البريدي العالمي                                    | ?                 | ?                   |
|             | البنك الدولي للإنشاء والتعمير                              | 31 ديسمبر 1945    | 25 يوليو 1968       |
|             | الاتحاد الدولي للاتصالات                                   | 12 يوليو 1915     | 26 مايو 1967        |
|             | منظمة حظر الأسلحة الكيميائية                               | ?                 | ?                   |
|             | مؤسسة التمويل الدولية                                      | 20 يوليو 1956     | 29 سبتمبر 1972      |
|             | المركز الدولي لتسوية المنازعات الاستشارية                  | 8 سبتمبر 1993     | 7 أغسطس 1969        |
|             | منظمة التجارة العالمية                                     | ?                 | ?                   |
|             | منظمة الشرطة الجنائية الدولية                              | ?                 | ?                   |

## وصلات خارجية
- موقع وزارة الخارجية البيروفية
- موقع وزارة الخارجية الليسوتوية